# 가네마루 신
가네마루 신(金丸 信, 1914년 9월 17일~1996년 3월 28일)는 12선 중의원 의원을 역임한 일본의 정치인이다.

## 생애

### 학창 시절부터 정계 입문까지
1914년 야마나시현 나카코마군 이마스와촌(현 미나미알프스시)에서 양조장을 경영하는 지주 집안의 장남으로 태어났다. 할아버지는 야마나시교통전차선의 뿌리인 고후전차궤도의 중심 인물이었고 삼촌은 현의회 의장을 지낸 정치인이었다. 가네마루가는 많은 고용인을 부릴 만큼 부유한 집안이었다.
니시노 소학교를 졸업한 뒤 구제 고후 중학교에 입학했지만 품행이 불량하여 퇴학당했다. 이후 아버지의 친구가 교장으로 있던 구제 미노부 중학교로 전학을 갔다. 다만 고후 중학교 입시에서 떨어지는 바람에 미노부 중학교에 진학했다는 얘기도 있다. 미노부 중학교에서 처음엔 검도를 배웠는데 시합에서 머리를 얻어맞은 뒤 검도를 싫어하게 됐고 이후엔 유도를 배웠다.
1933년 도쿄 농업대학에 입학했는데 이 때도 유도에 빠져 지냈다. 대학 졸업 논문으로 야마나시현의 명물이기도 한 버찌를 주제로 「버찌 재배의 진화」를 썼다. 다만 이 논문은 태평양 전쟁 때 대학이 공습을 당해 소실되었다. 농대를 졸업한 뒤에 미노부 중학교 시절의 은사가 교장으로 있던 구제 니라사키 중학교에서 생물학 교사로 일했는데 학생들에게 유도를 가르치기도 했고 야구부 감독도 겸했다.
1938년 징병되어 입대했다. 만주에 있던 관동군 통신3연대 제2중대에 배속되었는데 참호전을 하면서 감기에 걸려 늑막염에 걸렸다. 신징에 있는 병원에 입원되어 치료를 받다가 내지(일본 제국 본토)로 돌아갔고 곧 병역 면제 처분을 받았다. 귀국한 뒤에는 이바라키현 구지군에 있던 누나와 매형의 집에서 잠시 요양하다가 본가에 돌아가 가업인 양조장을 물려받고 과수원도 경영했다.
1941년 대정익찬회 야마나시현지부와 함께 대일본익찬장년단(익장단)이 발족하자 참여했다. 당시 익장단장은 나토리 다다히코였는데 나토리는 전후에 야마나시주오 은행장이 되어 야마나시현의 정·재계에 상당한 영향력을 행사하게 되는데 가네마루는 이때 나토리와 친분을 쌓았다. 1943년 야마나시현 주조조합 상무이사에 취임했는데 전쟁이 격화되자 정부가 양조장의 규모를 줄일 것을 명령했다. 가네마루는 자발적으로 양조장을 폐업한 뒤 동업자들에게도 명령에 따를 것을 촉구했다. 그후 군수산업의 용접에 사용할 산소를 만드는 일동공업을 설립했다.
전후에는 쇼추를 만드는 중앙발효화학공업을 설립하여 큰 이윤을 남겼다. 또한 나토리의 도움을 받아 폐업할 예정이던 후쿠센 양조공업의 와인 공장을 매입했는데 여기서도 많은 이윤을 남겼다. 가네마루의 와인 공장에는 쇼와 천황과 고준 황후도 찾은 적이 있었다.
그러다 세무서가 술을 밀조해서 세금을 탈루하는 거 아니냐고 의심하자 화가 나서 정치를 해야겠다고 다짐했다고 한다.

### 정계 진출
익장단과 재향군인회에서 활동한 것이 문제가 되어 전후 연합군 최고사령부에 의해 아버지와 함께 공직 추방을 당했다. 마찬가지로 공직 추방을 당했던 나토리는 좌익 세력이 대두하자 이를 막고자 옛 익장단의 동지들을 모아 맥맥회를 결성했는데 가네마루도 여기에 참여했다. 1951년 야마나시현지사 선거 때 보혁 연합의 추천을 받은 아마노 히사시가 당선됐는데 나토리와 가네마루는 아마노가 용공분자라며 그를 적대했다.
현지사가 된 아마노는 나토리를 야마나시현 종합개발심의회장으로 임명하는 등 나토리와 관계 개선에 나섰고 가네마루도 자연스럽게 아마노와 가까워졌다. 1953년 제3회 일본 참의원 의원 통상선거에서 가네마루는 나토리의 친형이자 아마노의 추천을 받은 히로세 히사타다 캠프에서 선거를 도왔다. 선거가 끝난 뒤 매수 의혹을 받은 가네마루가 현경에 불려가 취조를 받았는데 증거품인 명함 5장을 먹어 삼켜 버려 기소를 면할 수 있었다.
선거 유세를 도운 것을 계기로 가네마루는 중의원 진출을 꿈꾸게 되었다. 이때 히로세가 "사토 에이사쿠는 훗나라 반드시 총리대신이 될 남자다. 출마할 거라면 그의 파벌에 들어가는 것이 좋을 거다"라는 권유를 받아 사토를 찾아갔다. 하지만 사토는 "너같이 어중간한 놈은 쓸 게 못 된다"라며 가네마루를 쫓아냈다. 가네마루는 화가 났지만 히로세의 알선을 통해 다시 한 번 가네마루를 만나 사토의 파벌인 주산회에 가입했다.
1958년 5월 제28회 일본 중의원 의원 총선거에 자민당의 공천을 받아 야마나시현 전현구에 출마했다. 이때 트럭의 짐칸을 무대삼아 선거 운동을 펼쳤는데 이후에도 가네마루는 매 선거마다 항상 이런 방식의 유세를 펼쳤다. 사토가 가네마루를 도와주고자 직접 유세 현장을 찾았으며 학교 동문들과 교사 시절의 제자들도 가네마루를 지지했다. 그리고 1위로 당선에 성공했다. 당선 동기는 아베 신타로, 구라나리 다다시 등인데 특히 다케시타 노보루와 친했다. 훗날 가네마루의 장남이 다케시타의 장녀와 결혼해 둘은 사돈지간이 되었다. 그런데 당선되고 불과 한 달 만에 아내가 협심증으로 사망하는 비극이 닥쳤다.

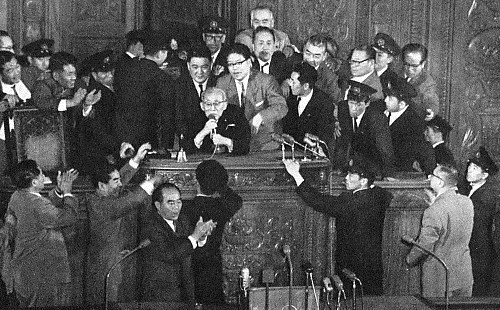
신안보 조약을 강행 표결하는 기요세 이치로(가운데서 마이크를 쥐고 있는 사람). 기요세의 왼쪽 뒤에 서 있는 사람이 가네마루다.

1960년 「일본과 미국 간의 상호 협력 및 안전 보장 조약」 개정 문제로 국회가 소란스러울 때 중의원 의장 기요세 이치로를 업어 의장석까지 옮겨 회기를 연장한 끝에 조약 개정안을 가결할 수 있었다. 또한 가네마루의 자서전에 의하면 이 당시 촬영된 사진이 미국 잡지 『라이프』에 게재돼 나중에 미국 정부와의 교섭에 도움이 되었다고 회고했다.
1961년 재혼했는데 이때 중매를 선 주산회 간부 호리 시게루를 정치 스승으로 모시게 됐다. 심지어 헤어스타일까지 호리를 따라했다는 얘기도 있었지만 가네마루는 그건 생각이 지나치다며 부정했다. 1963년엔 우정정무차관이 되었다.
1972년 1월 간사장이 된 호리의 강력한 지지를 받아 자민당 국회대책위원장이 됐다. 국대위원장은 각료 경험자가 취임하는 것이 일반적이었기에 입각 경험이 없던 가네마루가 국대위원장이 된 건 대단히 이례적인 일로 꼽혔다. 이후 진행된 1972년 일본 자유민주당 총재 선거에서 당인파 출신인 다나카 가쿠에이를 지지했다. 당시 호리는 관료파인 후쿠다 다케오를 지지하고 있었는데 가네마루는 평소 다나카를 크게 평가하고 있었다고 사전에 호리를 찾아가 설명을 했기에 둘의 관계에 악영향을 주진 않았다.
총재 선거에서 가네마루가 크게 활약하자 다나카는 가네마루에게 건설상 자리를 약속했다. 하지만 제1차 다나카 가쿠에이 내각에서 건설상은 기무라 다케오에게 돌아갔고 가네마루는 국대위원장에 유임됐다. 대신 제2차 다나카 가쿠에이 내각이 발족하자 건설상이 되어 첫 입각을 이루었다. 건설상이 된 가네마루는 영빈관 개수, 주오 자동차도 공사 착수 등의 업적을 쌓았지만 이른바 금맥 문제로 2차 다나카 내각은 11개월 만에 무너지고 말았다.
직후 출범한 미키 내각에선 국토청 장관에 취임했다. 다나카가 록히드 사건에 휘말리자 미키는 다나카 수사를 지시했고 이것이 당의 반발을 불러 미키 끌어내리기가 시작됐다. 가네마루는 미키에게 중의원 해산을 권했지만 미키는 각료의 대부분이 해산에 반대하는 것에 부담을 느껴 해산을 결단하지 못했다. 미키의 태도를 우유부단하다고 여긴 가네마루는 미키를 불신하게 되었고 미키 끌어내리기에 동참하게 되었다.
가네마루는 미키의 대항마를 일원화할 필요성을 느끼고 후쿠다를 찾아갔다. 당시 후쿠다와 호리가 관계가 서먹해지자 관계 회복을 주선했고 미키가 물러난 뒤 후쿠다를 총재로 추대하는 데 성공했다. 이 과정에서 오히라 마사요시가 후쿠다와 다이후쿠 밀약을 맺었는데 보증인 중 한 명이 가네마루였다고 한다. 후쿠다가 총재가 된 뒤 가네마루는 중의원 의원운영위원장이 되었다. 호리도 이 때 중의원 의장이 되었기에 사제가 나란히 중의원 대표와 조정역을 맡게 되었다.
1977년 11월 후쿠다 다케오 내각 (개조)에 방위청 장관으로 입각했다. 장관으로서 가네마루는 "자위대가 외국에 위협을 주어선 안 된다는 사람이 있는데 적에게 위협을 주지 않으면 무얼 위한 방위란 말인가"라고 발언했다. 통합막료회의 의장인 구리스 히로오미가 "유사시에 자위대는 초법규적 행동을 취해야 한다"라고 발언해 문민통제를 무시하자 가네마루는 격노하여 구리스를 사임하게 만들었다. 훗날 가네마루는 "나는 양친의 눈앞에서 헌병에게 두들겨 맞으며 입영했다. 문민 통제가 얼마나 중요한지 배우지 않아도 몸으로 깨우치고 있다"라고 회상했다.
1978년 주일 미군 기지에서 일하는 일본인 종업원에 대한 급여를 일본 정부가 부담한다고 표명했다. 반발이 일어나자 가네마루는 배려하는 마음으로 해야 한다고 발언했다. 여기서 배려 예산이란 표현이 등장했고 이 표현은 지금까지도 사용되고 있다.
같은 해 후쿠다는 총재 선거에 출마해 재선을 노리고자 했다. 문제는 이것이 다이후쿠 밀약에서 후쿠다가 총재 2년 임기를 채운 뒤 오히라에게 총재직을 양보한다는 규정을 무시하게 된다는 것이었다(후쿠다는 그런 조항이 없었다고 주장). 후쿠다는 총재 선거에서 유리한 위치를 점하기 위해 중의원을 해산하고자 했으나 가네마루가 "대의명분이 없는 해산에는 반대한다. 해산이 각의에 올라오면 서명을 거부하겠다"라고 공언했다. 결국 후쿠다는 중의원을 해산하지 못한 채 총재 선거에 임했고 다나카의 파벌인 목요 클럽의 지원을 받은 오히라가 압도적인 표 차이로 승리했다. 하지만 두 사람의 갈등의 골은 매우 깊었고 이는 자민당 역사상 최악의 내분인 40일 항쟁을 유발하게 된다.
제1차 오히라 내각이 출범하자 가네마루는 두 번째 국대위원장 임기를 시작했다. 이때 중의원 예산위원회에서 여당이 과반을 점하지 못했기에 예산안 가결이 어려운 상황이었다. 가네마루는 국대위원장으로서 야당인 공명당, 민사당과 협의하여 예산안 수정에 합의했다. 그런데 오히라는 예산안 수정은 있을 수 없다며 예산위에서 수정안을 부결한 뒤 정부 원안을 본회의에 상정해 가결하라고 지시했다. 결국 오히라가 원하는 대로 되었지만 가네마루를 비롯한 국대위원들은 체면을 구기게 되었다. 한편 이런 문제가 벌어지고 있을 때인 1979년 3월 호리가 사망했다.
1980년 5월 헌정 사상 최초로 양원 동시 선거가 진행되었다. 가네마루는 이번 선거에서 세대교체론을 들고 나왔다. 이는 40일 항쟁을 겪은 가네마루가 "정치를 젊게 해야 한다. 70살, 80살 먹은 파벌의 원로들이 지도하는 시대는 끝났다"라고 생각하게 됐기 때문이다. 다만 가네마루의 본심은 오히라의 후임 총재로 나카소네 야스히로가 선출되는 것을 방해하는 데 있었던 것으로 보인다. 한편 이 세대교체론은 다시 한 번 총리대신이 되길 원하던 다나카를 격분하게 만들었고 다케시타와는 친분을 더욱 깊게 하는 계기가 됐다.

### 정계의 거물
가네마루는 정계의 풍향계란 별명을 가지고 있던 나카소네를 매우 싫어했는데 일본에서 가장 나카소네를 싫어하는 사람이 자신이라고 자평할 정도였다. 그래서 다나카가 나카소네를 총재로 옹립하려 하자 남루한 신여라며 비판도 했지만 정작 나카소네가 총재가 된 뒤엔 자유민주당 총무회장, 간사장, 부총재를 맡는 등 크게 중용됐다. 심지어 간사장이 될 때는 다나카가 측근인 오자와 다쓰오를 추천한 걸 무시하면서까지 가네마루를 지명했다. 이는 나카소네가 총재가 되기 전에 목요 클럽과 정책과학연구소가 회합했을 때 가네마루가 나카소네와 겉으로 화해했기 때문이었다. 이를 알지 못했던 나카소네는 "배포가 크다. 미키 다케오 이래의 거물이다"라고 가네마루를 평했다.
1985년 목요 클럽 내에서 다케시타의 주도하에 창정회가 발족했다. 다케시타는 다나카에게 단순한 공부 모임이라고 말했지만 나중에서야 이것이 자신에 대한 쿠데타임을 알게 된 다나카는 격분하여 창정회를 무너뜨리고자 했다. 하지만 다나카가 지나친 과음으로 뇌경색이 와 쓰러지면서 다케시타는 확실히 우위를 점했다. 파벌 내의 혼란을 우려해 일단 창정회 해산을 선언했지만 목요 클럽의 소속 의원 대다수를 모아서 1987년 7월에 경세회를 만들었다. 4개월 뒤 나카소네가 물러나고 다케시타가 총재가 되자 다케시타를 대신해 가네마루가 경세회의 회장이 되었다.
가네마루와 다케시타는 중원선 당선 동기로 항상 함께 행동해왔다. 하지만 나란히 권력의 정점에 서게 되면서 갈등을 빚기 시작했다. 다케시타가 가네마루와 상의하지 않고 독단적으로 행동하는 걸 가네마루가 비판하자 이후 다케시타는 가네마루를 배려했고 이따금 가네마루의 자택을 찾기도 했다.
소비세 도입으로 인한 불경기와 리크루트 사건의 여파로 다케시타는 1989년에 총리대신에서 물러나게 됐다. 그런데 다케시타가 후임 총리대신으로 우노 소스케를 천거하면서 이를 가네마루와 상의하지 않았다. 가네마루는 다케시타의 내각 총사직 소식을 전해듣고 고령이었지만 경험이 풍부한 후쿠다를 다시 총재로 옹립하고자 움직이고 있었기에 그야말로 창피를 당한 셈이었다.
그런데 제15회 일본 참의원 의원 통상선거에서 자민당이 대패하면서 집권한 지 2개월밖에 되지 않은 우노가 사임에 내몰렸다. 이에 리크루트 사건으로 뉴리더가 운신의 폭이 좁아진 틈을 타서 당내 최대 파벌의 회장이던 가네마루는 총재가 되고자 했다. 하지만 다케시타의 반대로 결국 뜻을 이루지 못했다. 한편 해당 참원선 때 일본사회당이 크게 약진했는데 이를 두고 당대표이던 도이 다카코의 이름에서 따온 마돈나 붐이란 말이 유행했다. 가네마루는 마돈나 붐에 대해 "바의 마담이 당선된 것 같던데 정치를 알기나 하겠나. 국가와 국민을 위하지 않는 정치가가 탄생하는 건 문제다"라고 말했다.
가네마루의 평과는 별개로 비개선을 합쳐도 자민당은 참의원에서 과반을 유지하지 못하게 됐다. 자민당은 가이후 도시키를 총리대신 후보로 옹립했지만 참의원은 도이를 총리대신 후보로 옹립하는 등 자민당이 야당과 협조를 해야만 하는 상황에 직면했다. 이는 베테랑 국대족이자 자민당 최대 파벌의 회장인 가네마루, 마찬가지로 국대족 출신으로 경세회의 실질적 오너인 다케시타, 그리고 두 사람과 인척 관계에 있던 젊은 실력자 오자와 이치로가 가이후보다 더 강한 힘을 가지게 만들었다. 가네마루는 다케시타파 7봉행 중에서도 특히 오자와를 총애했고 1989년 8월 다케시타의 반대에도 불구하고 47살의 젊은 오자와를 간사장에 앉혔다. 가네마루는 오자와의 든든한 후원자를 자처했지만 7봉행 중에서도 최연소였던 오자와의 출세를 하시모토 류타로나 가지야마 세이로쿠 등은 불편하게 여겼고 이는 훗날 경세회 분열의 원인이 된다.
오랫동안 국대위원장으로 있던 가네마루는 사회당 의원들과 교류가 깊었다. 이는 가네마루로 하여금 사회당과 제휴하는 방식으로 자민당 내의 대립을 제어하는 방법을 익히게 만들었고 급기야 1980년대 말부터는 자민당과 사회당을 해체해 적절히 섞어 재편성해 번갈아가며 정권을 차지하는 양당제를 구상하기에 이르렀다.
1990년 8월 중화인민공화국을 방문해 조선민주주의인민공화국 방문에 협력해줄 것을 요청했다. 다음 달에 사회당 위원장 다나베 마코토 등과 함께 북한 방문단을 꾸렸는데 가네마루가 단장을 맡았다. 가네마루는 김일성과 일본어로 대담을 나눴는데 관련된 기록이 없어 어떤 대화가 오갔는진 확인할 수 없다. 북한측은 당시 가네마루와 김일성이 북일 국교 교섭을 약속했다고 주장하며 한편 시게무라 도시미쓰는 당시 김일성이 가네마루에게 "선조들이 우리나라에서 건너간 것을 잘 알고 있다"라고 말했다고 주장했다.
가네마루는 자민당을 대표해 국교정상화와 식민지 보상에 관한 의견을 자민당, 사회당, 조선로동당과 나누었다. 하지만 귀국 후 도게자 외교라는 비판을 받아야 했다. 그래도 간첩 혐의로 북한에 억류되어 있던 일본인 두 명을 데리고 일본에 돌아오는 성과를 남겼다. 다만 가네마루가 방북하기 전에 북한의 리은혜가 일본에서 일으킨 납치 사건에 대한 수사가 1990년 5월 9일 중지되었는데 방북을 앞두고 가네마루가 북한과의 외교적 마찰을 피하기 위해 정치적 압력을 넣었단 주장이 있다.
1991년 일본 자유민주당 총재 선거 때 오자와에게 출마를 권했으나 거절당했다. 당시 파벌 내에서 국민적 인기가 가장 컸던 인물은 하시모토였는데 가네마루와 오자와는 파벌 내의 반론을 무시하고 굉지회의 미야자와 기이치를 옹립했다. 다만 가네마루는 와타나베 미치오를 지지했지만 "심정적으론 미치오지만 상식적 판단으론 미치오론 안 된다. 미야자와로 가자"라며 미야자와를 지지했다. 도쿄 대학 출신이 아닌 사람을 낮잡아보는 버릇이 있던 미야자와를 가네마루는 매우 싫어했지만 국민적 인기, 재계의 압도적 지지, 경세회와 굉지회의 오랜 밀월 관계를 고려한 것이었다. 하지만 파벌 내에선 반대도 강해 미야자와 옹립은 원활하게만 진행되진 않았다.
미야자와는 자신의 파벌인 마스오카 히로유키를 국대위원장으로 기용했지만 국대 경험이 부족한 마스오카는 야당과의 협상이 능숙하지 못했고 정치 개혁도 진척이 없었다. 이에 미야자와는 가네마루를 부총재로 옹립해 난국을 타개하고자 했다. 이를 위해 미야자와는 방일중이던 미국의 대통령 조지 H. W. 부시를 이용했다. 부시에게 가네마루의 협력이 필요하니 도와달라고 요청했고 부시는 이를 흔쾌히 받아들여 만찬장에서 가네마루에게 "당신에 관해 미야자와에게 들었다. 그를 조금 도와줬으면 한다"라고 말해 가네마루는 부총재 자리를 거절하지 못하게 됐다. 이후 미야자와 내각은 안정을 되찾았는데 천황의 방중 문제에 미야자와가 고민하자 "이러쿵저러쿵 하지 말고 빨리 결정해야 한다"라며 기합을 넣어주는 등의 활약을 펼쳤다.
1992년 3월 야마오카 겐지와 정치 모임을 가졌을 때 한 괴한이 총을 발사했지만 피해자가 발생하지 않고 범인이 체포됐다. 25일에는 세계평화통일가정연합(통일교) 교조 문선명이 방일했다. 미국에서 탈세 혐의로 1년 이상의 실형 판결을 받은 상태였기에 「출입국 관리 및 난민 인정법」에 따라 입국이 금지되어 있었는데 동북아시아의 평화를 생각하는 모임이라는 국회의원들의 회합에 참석한다는 명분으로 법무성 입국관리국으로부터 특별 허가를 받은 것이었다. 이에 대해 가네마루가 법무성에 정치적 압력을 넣었다는 의혹이 제기되었다. 그리고 31일 가네마루는 도쿄의 한 호텔에서 문선명과 회담했다.
같은 해 사이타마현지사 선거를 앞두고 자민당은 쓰치야 요시히코를 공천했는데 가네마루가 선거 직전에 이를 철회하고 야마구치 도시오를 공천하도록 압력을 넣었다. 반발이 거세자 가네마루는 이 계획을 취소했는데 이는 가네마루의 당내 영향력이 저하됐음을 보여주었다.

### 실각과 만년
1992년 8월 가네마루가 5억 엔의 불법 정치 헌금을 받은 도쿄 사가와큐빈 사건이 발각됐다. 가네마루는 부총재를 사임한 뒤 도쿄지방검찰청에 「정치자금규정법」 위반을 인정하는 문서를 보냈다. 그리고 9월에 도쿄간이재판소로부터 벌금 20만 엔 약식 명령을 받았다. 형량이 지나치게 가볍자 여론의 비판이 거세어졌고 이를 부담스러워 한 가네마루는 10월 14일 의원직 사직을 선언했다. 21일에 사직이 수리되자 경세회 회장직도 내놓았다.
1993년 3월 6일 정치 자금을 유용해 개인 자산을 축재하고 탈세를 한 혐의로 도쿄지방검찰청에 체포됐다. 검찰은 가네마루가 1987년부터 1989년까지 약 18억 4,230만 엔의 소득을 숨기고 10억 3,775만 엔을 탈세했다고 발표했다. 수사를 받을 땐 죄를 인정했던 가네마루는 보석 후에 정계 재편을 위한 자금이라고 주장하며 무죄를 호소했다. 이 무렵 가네마루는 지병인 당뇨병이 악화됐고 왼쪽눈엔 백내장 때문에 거의 실명 상태였는데 꾸준히 재판을 받고자 고후시에서 도쿄지방재판소를 왔다갔다 했다. 하지만 가네마루의 건강을 우려한 가족들의 요구로 1996년 3월 21일 공판은 정지됐다. 그리고 1주일 뒤인 3월 28일 뇌경색으로 사망했다. 재판소는 공소를 기각했다.
10주기를 맞이해 2006년 4월 2일 미나미알프스시에서 높이 약 7m, 폭 약 2m 크기의 가네마루 선생 현창비를 설치했다. 이 자리에 자민당 국회의원, 야마나시현지사, 야마나시현의회 의원과 야마나시현의 시정촌장 등 360여 명이 참석했다.

## 역대 선거 기록
|  | 17.8% |

|  | 18.5% |

|  | 15.9% |

|  | 17.4% |

|  | 17.1% |

|  | 27.4% |

|  | 14.2% |

|  | 19.7% |

|  | 18.4% |

|  | 21.2% |

|  | 22.8% |

|  | 19.7% |

## 참고 문헌
- 麻生幾 (1999년 9월 1일). 《戦慄―昭和・平成裏面史の光芒》 [전율 - 쇼와·헤이세이 뒷면의 역사의 광망]. 日経ビジネス.
- 奥島貞雄 (2005년 9월 25일). 《自民党幹事長室の30年》 [자민당 간사장실 30년]. 中公文庫. ISBN 978-4122045934.
- 後藤謙次 (2014년 4월 17일). 《ドキュメント 平成政治史 1　崩壊する55年体制》 [다큐멘터리 헤이세이 정치사 1 붕괴하는 55년 체제]. 岩波書店. ISBN 978-4000281676.

| 전임 기무라 다케오 | 제34대 일본의 건설대신 1972년 12월 22일~1973년 11월 25일 | 후임 가메오카 다카오 |

| 전임 니와 효스케 | 제3대 일본의 국토청 장관 1974년 12월 9일~1976년 9월 15일 | 후임 아마노 고세이 |

| 전임 미하라 아사오 | 제35대 일본의 방위청 장관 1977년 11월 28일~1978년 12월 7일 | 후임 야마시타 간리 |